# Настоящие аферисты
 Настоящие аферисты (англ. The real hustle) — британский телевизионный сериал, выпущенный с 2006 по 2012, спин-офф сериала «Виртуозы». Транслировался на телеканалах BBC и Discovery Channel.

## История
Шоу задумывалось как спин-офф сериала «Виртуозы». Однако со временем линии сюжетов этих сериалов разошлись, и связь между ними стала неуловимой. 
«Настоящие аферисты» — это развлекательное шоу, спродюсированное Objective Productions для BBC 3. Программа демонстрирует как команда мошенников — Алекс, Пол и Джесс — обманывают людей на улицах (и не только) и фиксируют это на скрытые камеры. Цель — показать, как работают мошеннические приёмы, чтобы в дальнейшем зрители не попались на них. Создатели утверждают, что после «возвращают пострадавшим деньги, и те дают согласие на показ материала, чтобы зрители не попались на эти трюки». Однако многие уверены, что роль обманутых исполняют актёры. На сайте BBC утверждается, что «жертвы аферистов — случайные люди, но не все подряд, а только те, кто выглядит так, будто его легко обмануть». Обычно их «подставляют» собственная семья или друзья; иногда жертвам говорят, что они участники какого-то другого ТВ шоу.

## Примеры афер
- Знаменитая афера с нигерийскими письмами вживую с небольшими авторскими изменениями.
- Воровство данных банковских карт с помощью скиммеров и скрытых камер, с помощью фальшивого банкомата.
- Кража машин, когда герои представлялись парковщиками и угоняли дорогие автомобили, только получив ключи.
- Фальшивая лотерея, где жертва покупала выигрышный купон стоимостью 50$ за 5, из-за «ошибки» аферистки. Чтобы урегулировать недоразумение, удачливая девушка доплачивала 45$ и, чтобы получить приз, звонила на платную телефонную линию аферистов (стоимостью 5$/мин.) В итоге, она счастливая уходила с заветным купоном в руках, не подозревая, что только что потеряла около 150$.
- Жульничества в азартных играх (карты, кости).

## Споры вокруг передачи
В феврале 2011 года, в газетах Sunday Mirror и Mail on Sunday появились статьи, утверждающие, что некоторыми жертвами жуликов были актёры, а не случайные прохожие. В ходе собственного расследования BBC выяснилось, что действительно некоторые эпизоды вводили зрителей в заблуждение, и их не стоит транслировать повторно, но это не является серьёзным нарушением этики вещания.

## В России
На территории РФ передача транслировалась по Discovery channel.